# Bromazepam
Bromazepamul este un medicament din familia benzodiazepinelor. Este folosit în general ca și anxiolitic, pentru a reduce tensiunea psihică și stările de agitație. Are proprietăți sedative și de favorizare a somnului, relaxează musculatura încordată și este anticonvulsivant, având efecte asemănătoare cu diazepamul (Valium).
Medicamentul a fost patentat de Roche în 1963 și dezvoltat clinic în anii 1970. Se administrează oral, fiind întâlnit sub formă de comprimate de 1,5 mg sau 3 mg.